# Pteromalus semotus
Pteromalus semotus är en stekelart som först beskrevs av Francis Walker 1834. 
Pteromalus semotus ingår i släktet Pteromalus och familjen puppglanssteklar. Arten är reproducerande i Sverige. Inga underarter finns listade i Catalogue of Life.